# AVG AntiVirus
AVG AntiVirus is een virusscanner van AVG Technologies. Er bestaat zowel een gratis versie als een betaalde versie. Daarnaast bestaat er ook een compleet internetbeveiligingspakket. Dit pakket bevat een virusscanner en een firewall die beschermen tegen virussen, spyware, spam, rootkits, slechte websites en hackers. AVG wordt voornamelijk op het besturingssysteem Windows gebruikt maar is ook beschikbaar voor Mac. Er bestaan ook mobiele versies voor Android.

## AVG AntiVirus Free
AVG Anti-Virus Free biedt gratis volledige bescherming van de pc tegen virussen, wormen, Trojaanse paarden, rootkits en spyware. Dit antiviruspakket beveiligt continu de pc. De interface is vertaald naar het Nederlands.

## AVG Internet Security
AVG Internet Security is een betaalde bescherming van de pc. Boven op de bescherming die AVG Anti-Virus Free biedt, worden privébestanden gecodeerd en met wachtwoorden beveiligd. De firewall is verbeterd, het online schild zorgt voor bescherming tegen schadelijke downloads en de antispamfunctie houdt spammers en scammers tegen.